# Tipula (Microtipula) lyriformis
Tipula (Microtipula) lyriformis is een tweevleugelige uit de familie langpootmuggen (Tipulidae). De soort komt voor in het Neotropisch gebied.